# PlayStation Portable E1000
PSP Street (E1000) — портативная игровая консоль производства Sony Computer Entertainment анонсированная 17 августа 2011 года на игровом съезде Gamescom 2011. Данная модель является измененной версией PSP 3000 и позиционируется как бюджетная. Консоль вышла в продажу 20 октября 2011 года в России и 26 октября 2011 года в Европе.

## Дизайн

### Изменения
Изменился дизайн корпуса и его материал, теперь это матовый пластик схожий с текстурой PlayStation 3 Slim и устойчивый к царапинам, загрязнениям и следам от пальцев. Надпись Sony теперь выгравирована на корпусе и возвращена на правую сторону. Нижние кнопки теперь заменены общей мембранной панелью. Убраны кнопки регулировки яркости (теперь эта функция регулируется только в настройках), и мгновенного отключения звука. Два стерео-динамика теперь заменены одним моно-динамиком. Крышка UMD отсека теперь занимает почти всю заднюю часть консоли, вследствие чего аккумулятор стал встроенным (он вынимается если разобрать консоль, при этом снимается гарантийная пломба). UMD дисковод теперь находится левее. У крышки так же убрано металлическое кольцо, вместо него ребристое углубление в центре которого выгравирована надпись PSP. Рычаг включения/выключения и блокировки консоли был перенесен вниз, это было сделано чтобы избежать случайного выключения консоли во время напряжённой игры. Отсек для Memory Stick Pro Duo был перенесен вверх и у него была убрана заглушка. Индикаторы включения и карты памяти так же были перенесены вверх. Самое важное изменение заключается в отсутствии Wi-Fi и микрофона, вследствие чего убран браузер и отсутствует возможность сетевой игры, выхода в интернет и общения посредством Skype. Так же отсутствует выход для TV кабеля и пульта управления наушниками. Все остальные функции остались прежними.

### Расцветки
На данный момент доступны два варианта цветов: Угольно-чёрный и белый.

## Технические характеристики
Приставка:
- ЖК-экран: 4,3 дюйма / 10,9 см (16:9), прозрачная матрица TFT, приблизительно 16 770 000 цветов.
- Звук: монодинамик.
- Версия прошивки: 6.61.
- Дисковод: Universal Media Disc в режиме «только чтение».
- Интерфейс: разъем DC IN 5V; высокоскоростной USB-канал с поддержкой USB 2.0; разъем DC OUT; разъем гарнитуры; гнездо Memory Stick PRO Duo™.
- Источники питания: адаптер АС: DC 5.0 V; литий-ионный аккумулятор 925 мАч.
- Потребляемая мощность: около 6 Вт (при подзарядке).
- Размеры корпуса: примерно 172.4 × 73.4 × 21.6 мм (ширина × высота × толщина), без учёта выступающих частей.
- Вес: приблизительно 223 грамма (с батареей).
- Условия эксплуатации: температура 50 °C - 35 °C.
- Поддерживаемые форматы: видео Universal Media Disc: H.264/MPEG-4 AVC Main Profile Level 3; музыка: H.264/MPEG-4 AVC Main Profile Level 3, Linear PCM, ATRAC3plus™ Memory Stick™.
- Лазер Universal Media Disc
- Длина волны луча: 655 - 665 нм.
- Мощность: макс. 0.28 мВт.
- Тип: полупроводниковый, непрерывной генерации.

Адаптер AC:
- Вход: AC 100-240 В, 50/60 Гц.
- Выход: DC 5 В, макс. 1500 мА.
- Размер: примерно 61 × 23 × 84 мм (ширина × высота × толщина) с учётом выступающих частей.